# François van Hoogstraten (1689-1760)
François van Hoogstraten (gedoopt Woudrichem, 30 november 1689 - Oudewater, 25 februari 1760) was een 18e-eeuwse bestuurder in de Noordelijke Nederlanden.

## Biografie
Van Hoogstraten was een lid van de familie Van Hoogstraten en een zoon van Jan van Hoogstraten (1662-1736), boekverkoper, schrijver en dichter, en Geertruij(d) van der Haegen (1658-1719). Hij trouwde in 1718 met Wilhelmina de Wildt (1697-1776) met wie hij verschillende kinderen kreeg, onder wie raadsheer en dichter mr. Jan Willem van Hoogstraten (1722-1770).
In 1737 werd Van Hoogstraten secretaris van IJsselstein hetgeen hij tot zijn overlijden zou blijven. Vanaf 1735 was hij schout van Nieuwpoort, Gelkenes en Ammers. Van 1716 tot 1759 was hij procureur en notaris te Oudewater van welke plaats hij in 1743 secretaris werd, in 1744 raad en in 1745, 1746 en 1750 burgemeester; de functies van raad en secretaris zou hij tot zijn overlijden bekleden.
Van der Aa meldt dat hij "een der uitstekendste regenten van zijn tijd was", tolerant en verlicht was, hetgeen vooral bleek uit het verlenen van toestemming in het plaatselijke kerkgebouw door de Lutherse predikant kerkdiensten te laten houden en het avondmaal te laten bedienen wanneer er geen andere diensten werden gehouden. Toen hij overleed verschenen verschillende lijkzangen, die ook gebundeld verschenen.